# Ragadozó madarak (és egy bizonyos Harley Quinn csodasztikus felszabadulása)
A Ragadozó madarak (és egy bizonyos Harley Quinn csodasztikus felszabadulása) (eredeti címén: Birds of Prey (and the Fantabulous Emancipation of One Harley Quinn)) egy amerikai szuperhősfilm, amely a DC Comics karakterein és egy történetén alapul. Ez a DC-moziuniverzum nyolcadik filmje, amelyet Cathy Yan rendezett Christina Hodson forgatókönyve alapján. Főszerepben Margot Robbie, Ewan McGregor, Mary Elizabeth Winstead, Jurnee Smollett-Bell és Rosie Perez látható.
A film cselekménye szerint az immár önállósult Harley Quinn csatlakozik Fekete Kanárihoz, Vadásznőhöz és Renee Montoyához, hogy megmentse Cassandra Caint és Gotham City-t, amelyet Fekete Maszk ural.
Margot Robbie producerként is közreműködött a film készítésében. 2016 májusában jelentették be a készülő produkciót. Hodson az év novemberében, Yan 2018 áprilisában csatlakozott a stábhoz, amelynek tagjai nagyrészt 2018 decemberére váltak hivatalossá. A forgatás 2019. január és április között zajlott Los Angelesben és Kaliforniában.
A Warner Bros. 2020. február 7-ére tűzte ki a bemutató dátumát az Egyesült Államokban és Kanadában, míg Magyarországon egy nappal előbb az InterCom Zrt. forgalmazásában mutatták be.

## Cselekmény
Harley Quinn szakít Jokerrel. Új lakóhelyet Doki, egy idős tajvani étteremtulajdonos kínál neki, lakótársa pedig Bruce, a hiéna lesz, aki Bruce Wayne-ről kapta a nevét.
Egy este Harley nézeteltérésbe keveredik a hírhedt maffiafőnök, Roman Sionis éjszakai bárjában, miután eltöri annak sofőrjének a lábát, aki azt megelőzően sértegette őt. Itt találkozik a Fekete kanári néven is ismert énekesnővel, Dinah Lance-szel, aki az éjjel megmenti őt, miközben Sionis emberei megpróbálják elrabolni. Harley másnaposan ébredve az Ace Chemicals üzemét felrobbantva tudatja hivatalosan is Jokerrel való szakítását Gotham City lakóival. Roman eközben Dinaht sofőrjévé lépteti elő, a nőt pedig megkeresi Renee Montoya, a gotham-i rendőrség nyomozója is, hogy legyen a besúgója, ám ő visszautasítja azt. Montoya egy számszeríjjal ölő sorozatgyilkos után kutat, és az Ace Chemicals felrobbantása, valamint Harley Jokertől kapott nyakláncát megtalálva megjegyzi, hogy volt kedvese nélkül a lány nincs biztonságban a városban.
Roman elküldi Dinát és jobbkezét, Victor Zsaszt. hogy szerezzék vissza az eltűnt gyémántot, amely a kulcs a Bertinelli család vagyonához, és amely egy piti zsebtolvaj, Cassandra Cain tulajdonában van. Roman időközben elkapja Harleyt, majd megkínozza, de ő felajánlja, hogy segít megtalálni a gyémántot. Harley ugyan megtalálja Cassandrát, de nem adja át őt a maffiafőnök embereinek, majd miután legyőzik a nyomukba szegődő bérgyilkosokat, sikerül elmenekülniük, és Harley új otthonában megbújniuk.
Mindeközben Dokit felkeresi egy magát Vadásznőnek nevező nő, aki valójában Helena Bertinelli, Franco Bertinelli gengszterfőnök lánya és szülei gyilkosain akar bosszút állni. Quinn lakását később a Cassot kereső bűnözők bombázzák. Doki szomorúan bevallja, hogy elárulta Harleyt, és pénzért eladta őket. Harley felhívja Romant, és felajánlja, hogy védelméért cserébe átadja neki Cassandrát, és vállalja, hogy találkozik az embereivel egy elhagyott vidámparkban, ami korábban leginkább a Joker rejtekhelyeként funkcionált. Dinah értesíti Montoyát a találkozásról, de egyben egy válaszüzenetnek köszönhetően le is bukik Zasz előtt, aki erről főnökét is értesíti. A dühös gengszterfőnök felhúzza álarcát, amelyről becenevét, a Fekete Maszkot kapta.
A parkban Montoya szembeszáll Harleyval, de utóbbi kerekedik felül kettőjük párviadalában, míg Zaszt a vadásznő öli meg, mint családja utolsó élő gyilkosát. Roman időközben egy sereg maszkos férfi, a Hamis Arc Társaság tagjaival érkezik a helyszínre. Harley vezetésével a kis létszámú csapat felveszi velük a harcot és Dinah metahumán képességeinek köszönhetően legyőzik támadóikat. Roman, bár foglyul ejti Cassandrát, egy végső összecsapás során életét veszti, így Cassandra megmenekül.
A bűnöző alvilági birodalmának felszámolása után Montoya kilép a rendőrség kötelékéből és a gyémántban lévő kód segítségével hozzájutva a Bertinelli család pénzéhez, csatlakozik Dinahhoz és Helenához, hogy létrehozzon egy csak nőkből álló csapatot, a Ragadozó madarakat. Harley és Cassandra a gyémántot zálogba adja, majd a pénzből megalakítják saját "vállalkozásukat".

## Szereposztás
| Szereplő                           | Színész                      | Magyar hang         | Leírás |
| ---------------------------------- | ---------------------------- | ------------------- | --- |
| Harleen Quinzel / Harley Quinn     | Margot Robbie                | Peller Mariann      | Korábban pszichológus az Arkham Elmegyógyintézetben, majd Joker bűntársa és barátnője, az Öngyilkos osztag tagja. Azóta szakított Joker-rel, majd önálló igazságosztó lett belőle. |
| Helena Bertinelli / Vadásznő       | Mary Elizabeth Winstead      | Ligeti Kovács Judit | Franco Bertinelli gengszterfőnök lánya, aki igazságosztóként tevékenykedik. |
| Dinah Laurel Lance / Fekete Kanári | Jurnee Smollett-Bell         | Mentes Júlia        | Egy metahumán igazságosztó, akinek képessége, hogy hiperszonikus hangot tud kiadni magából. Énekesként dolgozik Roman Sionis egyik bárjában.                                       |
| Renee Montoya                      | Rosie Perez                  | Kocsis Judit        | A gotham-i rendőrség nyomozója, aki egy Roman Sionis-szal kapcsolatos ügyön dolgozik.                                                                                              |
| Victor Zsasz                       | Chris Messina                | Sarádi Zsolt        | Egy szadista sorozatgyilkos, aki minden áldozata után egy vágást ejt a saját testén. Roman Sionis jobbkeze.                                                                        |
| Cassandra Cain                     | Ella Jay Basco               | Mayer Szonja        | Egy fiatal gothami lány, akit Fekete Maszk akar foglyul ejteni. |
| Ellen Yee                          | Ali Wong                     | Németh Kriszta      | Montoya ex-barátnője. Gothami ügyvéd. |
| Roman Sionis / Fekete Maszk        | Ewan McGregor                | Anger Zsolt         | Könyörtelen bűnözővezér, aki Cassandra biztonságát fenyegeti. |
| Patrick Erickson kapitány          | Steven Williams              | Dézsy Szabó Gábor   | Montoya felettese. |
| Doki                               | François Chau                | Kertész Péter       | Quinn barátja, akinek kínai étterme van. |
| Mr. Keo                            | Dana Lee                     | Németh Gábor        | Sionis riválisa. |
| Joker                              | Jared Leto (archív felvétel) | Gáspár András       | Harley Quinn volt barátja és bűntársa. |

## Háttér és forgatás

### Előzmények
A Warner Bros. Pictures 2016 májusában, a Suicide Squad – Öngyilkos osztag című film megjelenése előtt jelentett be egy spin-off filmet, amelynek középpontjában Harley Quinn és a DC Comics több női karakterei – így például Batgirl és a Ragadozó madarak – állnak. A Harley Quinnt alakító Margot Robbie producerként is közreműködött a film készítésében, Christina Hodson forgatókönyvíró pedig novemberben csatlakozott a projekthez. Robbie fontosnak tartotta, hogy a filmnek női rendezője legyen. Míg a Warner Bros. és a DC Films más Harley Quinn-orientált filmeket is tervezett, addig Robbie csak a Ragadozó madarak előkészületeiben vett részt.
Robbie három évet töltött a film fejlesztésével, mire a Warner Bros. is késznek érezte. A Warner Bro. és a DC Films 2018 áprilisában Cathy Yant szerződtette rendezőnek, aki így az első ázsiai származású nő lett, aki amerikai szuperhősfilmet rendezhetett. A film gyártásának munkálataiban részt vett a LuckyChap Entertainment, a Kroll & Co. Entertainment és a Clubhouse Pictures is. Az első tervek szerint a film forgatása 2018 végén vagy 2019 elején kezdődött volna. Előzetesen szó volt róla, hogy a filmben szerepet kap a Pingvin is, de ezt végül elvetették, hogy a karakter majd egy későbbi Batman-filmben mutatkozhasson be.

### Casting

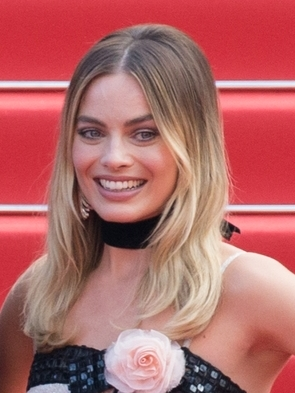
Margot Robbie 2019-ben

2018 júliusában Robbie elmondta, hogy a film a Ragadozó madarak címet fogja viselni, ezenkívül az is nyilvánossá vált, hogy a film központi szereplője Harley Quinn lesz, költségvetése pedig a szuperhősfilmek átlagosának töredéke. Ekkor vált hivatalossá, hogy a Vadásznó, a Fekete Kanári, valamint Cassandra Cain és Renee Montoya is szerepet kap a filmben a DC karakterei közül. A szereplőválogatás augusztusban kezdődött. Előbbi kettő szerepre a Warner több jelentkező, így Alexandra Daddario, Jodie Comer, Blake Lively, és Vanessa Kirby közül is választhatott. Kiderült, hogy a film antagonistája a Fekete Maszk lesz. Szeptemberig részt vett a castingon Janelle Monáe, Gugu Mbatha-Raw és Jurnee Smollett-Bell Fekete kanári szerepére, a Vadásznőére pedig Sofia Boutella, Margaret Qualley, Mary Elizabeth Winstead és Cristin Milioti is meghallgatták. Justina Machado és Roberta Colindrez volt esélyes Renee Montoya szerepére, míg a Warner Bros egy 12 éves ázsiai lányt szeretett volna Cassandra Cain szerepére megnyerni.
Szeptember végén Smollett-Bell és Winstead kapta meg Fekete Kanári és Vadásznő szerepét. A Warner Bros. a tervek szerint 2020. február 7-ére tűzte ki a bemutatót. Fekete Maszk szerepére Ewan McGregor és Sharlto Copley pályázott eséllyel. Októberben Yan megerősítette a szereplők kilétét és bejelentette, hogy a film R besorolású lesz. Ebben a hónapban Matthew Libatique operatőr és a Renee Montoya szerepét megkapó Rosie Perez is csatlakozott a stábhoz, novemberben pedig McGregor kapta Fekete Maszk szerepét. Szintén novemberben kapta meg Cassandra Cain szerepét Ella Jay Basco. Robbie bejelentette, hogy a film teljes címe Ragadozó madarak (és egy bizonyos Harley Quinn csodasztikus felszabadulása) lesz, amely véleménye szerint tükrözi a film egyszerre humoros és komoly hangvételét is. Decemberben Chris Messina is csatlakozott a projekthez mint Victor Zsasz és Steven Williams, Derek Wilson, Dana Lee, François Chau, Matthew Willig, Robert Catrini, valamint Ali Wong is a stáb tagja lett.

### Forgatás
2019 januárjában kezdődött forgatás a kaliforniai Los Angelesben, Fox Force Five munkacímen. Ugyan az előzetes tervekben szerepelt Atlanta és Savannah is, mint helyszín, végül az egész filmet Los Angelesben vették fel, miután a produkció adójóváírást kapott Kalifornia államtól. A munkálatok 2019. áprilisának 15-én fejeződtek be, Charlene Amoia februárban csatlakozott a szereplőgárdához.

### Utómunkálatok
Az utómunkálatokban részt vett Jay Cassidy és Evan Schiff is. A vizuális effektekért Jedediah Smith (The OA, Ad Astra – Út a csillagokba) és Fernando Zorrilla (Marvel-moziuniverzum, A csodálatos Pókember) felelt a Method Studios, a Weta Digital és a Luma Pictures közreműködésével.
2019 szeptemberében Chad Stahelski is csatlakozott a stábhoz.

### Filmzene
2019 szeptemberében Daniel Pembertont szerződtették, hogy komponálja meg a  film zenéit.

## Forgalomba hozatal
Az Egyesült államokban 2020. február 7-én mutatták be a filmet, Magyarországon egy nappal korábban, az InterCom forgalmazásában.

### Marketing
2019. január 21-én a Warner Bros. a YouTube-on közzétette egy rövid videót a filmben szereplő karakterekkel, "Viszlát hamarosan!" címmel. 2019. szeptember 5-én, az Az – Második fejezet vetítése bemutattak egy előzetest, ami akkor még csak kizárólag mozikban volt látható. Ebben Harley Quinn azt "beteg bohócokat" említ, együttesen utalva Pennywise-ra és Jokerre is. Az első hivatalos előzetes október 1-jén jelent meg.
A DC Comics 2019. november 12-én tette közzé a film alapján készült történetet tartalmazó képregényét.

## Folytatás
A film a Harley Quinn karakterére összpontosító trilógia első része, amely a Gotham City Sirens című képregénysorozatra épül.

## További információ
- Hivatalos oldal
- Ragadozó madarak a Facebookon
- Ragadozó madarak a PORT.hu-n (magyarul)
- Ragadozó madarak az Internet Movie Database-ben (angolul)
- Ragadozó madarak a Rotten Tomatoeson (angolul)
- Ragadozó madarak a Box Office Mojón (angolul)
- Ragadozó madarak a Metacritic oldalon (angolul)